# 하겐날다람쥐
하겐날다람쥐(Petinomys hageni)는 다람쥐과에 속하는 설치류이다. 인도네시아 칼리만탄섬(보르네오섬)와 수마트라섬의 토착종이다. 야행성 동물이고, 나무 위에서 생활하는 수상성 동물이다. 자연 서식지는 일차림이다. 삼림 벌채와 서식지의 농경지 전환으로 서식지가 파괴되어 위협을 받고 있다. 일반명과 종소명은 독일 박물학자 하겐(Bernhard Hagen)의 이름에서 유래했다.